# Tamworth Phoenix
I Tamworth Phoenix sono una squadra di football americano di Atherstone, in Inghilterra, fondata nel 2004. Hanno vinto 1 titolo di campione nazionale britannico e un titolo di secondo livello (validi anche come BritBowl delle rispettive categorie).

## Dettaglio stagioni

### Tornei nazionali

#### Campionato

##### BAFA NL Premiership
| Stagione | regular season | regular season | regular season | regular season | regular season | regular season | playoff | playoff | playoff | playoff | playoff | playoff    | playoff         |
|          | Vin            | Par            | Per            | Tot            | PF             | PS             | Vin     | Per     | Tot     | PF      | PS      | risultato  | avversaria      |
| -------- | -------------- | -------------- | -------------- | -------------- | -------------- | -------------- | ------- | ------- | ------- | ------- | ------- | ---------- | --------------- |
| 2014     | 8              | 0              | 1              | 9              | 346            | 39             | 1       | 1       | 2       | 34      | 51      | Semifinale | London Warriors |
| 2015     | 8              | 0              | 2              | 10             | 246            | 99             | 0       | 1       | 1       | 9       | 14      | Semifinale | London Warriors |
| 2016     | 10             | 0              | 0              | 10             | 472            | 79             | 0       | 1       | 1       | 12      | 41      | Semifinale | London Blitz    |
| 2017     | 10             | 0              | 0              | 10             | 494            | 79             | 2       | 0       | 2       | 72      | 62      | Campioni   | London Blitz    |
| 2018     | 10             | 0              | 0              | 10             | 554            | 59             | 1       | 1       | 2       | 64      | 65      | Britbowl   | London Warriors |
| 2019     | 9              | 0              | 1              | 10             | 303            | 84             | 1       | 1       | 2       | 36      | 62      | Britbowl   | London Warriors |
| 2022     | 9              | 0              | 1              | 10             | 452            | 93             | 0       | 1       | 1       | 20      | 28      | Semifinale | London Warriors |
| Totale   | 64             | 0              | 5              | 69             | 2867           | 532            | 5       | 6       | 11      | 247     | 323     |            |                 |

Fonti: Enciclopedia del Football - A cura di Massimo Mezzetti

### Tornei internazionali

#### Northern European Football League
| Stagione | regular season | regular season | regular season | regular season | regular season | regular season | playoff | playoff | playoff | playoff | playoff | playoff   | playoff    |
|          | Vin            | Par            | Per            | Tot            | PF             | PS             | Vin     | Per     | Tot     | PF      | PS      | risultato | avversaria |
| -------- | -------------- | -------------- | -------------- | -------------- | -------------- | -------------- | ------- | ------- | ------- | ------- | ------- | --------- | ---------- |
| 2018     | 1              | 0              | 2              | 3              | 68             | 104            | -       | -       | -       | -       | -       | -         | -          |
| Totale   | 1              | 0              | 2              | 3              | 68             | 104            | -       | -       | -       | -       | -       |           |            |

Fonti: Enciclopedia del Football - A cura di Massimo Mezzetti

### Riepilogo fasi finali disputate
| Anno              | Luogo  | Evento              | Fase del torneo | Incontro                           | Risultato |
| 31 agosto 2014    |        | BAFA NL Premiership | Semifinale      | London Warriors - Tamworth Phoenix | 41 - 14   |
| 23 agosto 2015    |        | BAFA NL Premiership | Semifinale      | London Warriors - Tamworth Phoenix | 14 - 9    |
| 14 agosto 2016    |        | BAFA NL Premiership | Semifinale      | Tamworth Phoenix - London Blitz    | 12 - 41   |
| 26 agosto 2017    |        | BAFA NL Premiership | Britbowl        | Tamworth Phoenix - London Blitz    | 34 - 28   |
| 8 settembre 2018  | Leeds  | BAFA NL Premiership | Britbowl        | Tamworth Phoenix - London Warriors | 34 - 48   |
| 1º settembre 2019 | Londra | BAFA NL Premiership | Britbowl        | London Warriors - Tamworth Phoenix | 56 - 29   |
| 21 agosto 2022    |        | BAFA NL Premiership | Semifinale      | London Warriors - Tamworth Phoenix | 28 - 20   |

## Palmarès
- 1 BritBowl/Titolo britannico (2017)
- 1 BritBowl di 2º livello/Titolo britannico di 2º livello (2010)